# Чемпионат Германии по футболу 1919/1920
Чемпионат Германии по футболу 1919/20 — 13-й розыгрыш Чемпионата Германии по футболу (нем. Deutsche Fußballmeisterschaft). Турнир начался 16 мая 1920 года, а финал состоялся 13 июня 1920 года. Победителем этого турнира стала команда «Нюрнберг».
В чемпионате участвовало 8 команд: «Фюрт», «Лейпциг» , «Нюрнберг», «Титания» Штеттин, «Мюнхен-Гладбах», «Арминия» Ганновер, «Унион» Обершёневайде, «Шпортфройнде» Бреслау.

## 1/4 финала
| «Шпортфройнде» Бреслау | 3:2 | «Унион» Обершёневайде |
| ---------------------- | --- | --------------------- |
|                        |     |                       |

| «Лейпциг» | 0:2 | «Нюрнберг» |
| --------- | --- | ---------- |
|           |     |            |

| «Фюрт» | 7:0 | «Мюнхен-Гладбах» |
| ------ | --- | ---------------- |
|        |     |                  |

| «Арминия» Ганновер | 1:2 | «Титания» Штеттин |
| ------------------ | --- | ----------------- |
|                    |     |                   |

## ½ финала
| «Титания» Штеттин | 0:3 | «Нюрнберг» |
| ----------------- | --- | ---------- |
|                   |     |            |

| «Шпортфройнде» Бреслау | 0:4 | «Фюрт» |
| ---------------------- | --- | ------ |
|                        |     |        |

## Финал
| «Нюрнберг»          | 2:0 | «Фюрт» |
| ------------------- | --- | ------ |
| Попп 12′ · Сабо 73′ |     |        |